# جيرالد مارتن
جيرالد مارتن (بالإنجليزية: Gerald Martin)‏ هو كاتب سير بريطاني، ولد في 22 فبراير 1944 في لندن في المملكة المتحدة.